# کوداشوو
کوداشوو (انگلیسی: Kudashevo) یک شهرک در شهرستان بورایفسکی باشقیرستان کشور روسیه است.